# 羅訥山
羅訥山（英語：Mount Rhone）是南極洲的山峰，位於奧次地，處於巴克內爾嶺，屬於不列顛嶺的一部分，海拔高度2,020米，該山峰現時由南極條約體系管理。